# Mitiaro
Mitiaro, auch Nukuroa genannt, ist die viertgrößte der Cookinseln und gehört zu deren südlicher Gruppe.
Mitiaro liegt etwa 40 km nordöstlich von Atiu und rund 45 km nordwestlich von Mauke und bildet gemeinsam mit diesen die Inselgruppe „Nga Pu Toru“ (etwa Die drei Wurzeln). Die Insel ist ein typisches gehobenes Atoll mit einem Ring aus abgestorbenen Korallen, der für die Inseln der südlichen Gruppe der Cookinseln charakteristisch ist. Das Inselinnere ist weitgehend flach und verfügt mit Rotonui und Rotoiti über zwei Brackwasserseen. Mitiaro hat einen Durchmesser von 6,4 km und eine Fläche von 22,3 km². Beim Zensus im Jahr 2021 wurden 155 Einwohner gezählt, die hauptsächlich in den Siedlungen Takaue und Arai leben.
Es gibt vier Dörfer (früher gab es noch ein fünftes) in enger Nachbarschaft an der westlichen Seite der Insel, von Nord nach Süd:
- Taurangi (ehemaliges Dorf)
- Arai (auch Atai)
- Auta
- Mangarei
- Takaue

Unter den bewohnten gehobenen Atollen der südlichen Cookinseln ist allein Mitiaro nicht in traditionelle tapere gegliedert.
Mitiaro hat keinen Hafen, aber den Flugplatz Mitiaro mit einer 1200 m langen Landebahn, der ausschließlich von Air Rarotonga angeflogen wird.
Die Hauptexportprodukte Mitiaros sind Itiki, eine endemische Aalart, und Tiporo, eine Limettenart; die Bewohner leben aber meist vom Tourismus oder als Selbstversorger.
Der erste Europäer auf Mitiaro war der Missionar John Williams, der die Insel am 20. Juli 1823 mit der Endeavour (nicht zu verwechseln mit James Cooks gleichnamigem Schiff) besuchte.